# خديجة شو
خديجة شو (بالإنجليزية: Khadija Shaw) هي لاعبة كرة قدم جامايكية، ولدت في 31 يناير 1997 في سبانيش تاون في جامايكا. شاركت مع منتخب جامايكا لكرة القدم للسيدات. أما مع النوادي، فقد لعبت مع FC Girondins de Bordeaux (women) ‏.

## وصلات خارجية
- خديجة شو على موقع الاتحاد الدولي (مؤرشف)  (الإنجليزية)
- خديجة شو على موقع قاعدة بيانات كرة القدم.إي يو (الإنجليزية)
- خديجة شو على موقع ليكيب (الفرنسية)
- خديجة شو على موقع Soccerway.com (الإنجليزية)